# Guillermo Vargas Aignasse
Guillermo Claudio Vargas Aignasse (1943 - desaparecido en 1976) fue un político argentino, senador provincial de Tucumán desde 1973 hasta que fue desaparecido en 1976. En 2008, Antonio Bussi y Luciano Benjamín Menéndez fueron condenados a prisión perpetua por su desaparición.

## Biografía
Vargas Aignasse nació y se crio en Andalgalá, en la provincia Catamarca. Se recibió de Físico y ejerció como docente hasta la elección provincial de 1973 cuando fue elegido como senador por la provincia. 

## Trayectoria política
En marzo de 1973 en las elecciones, las primeras elecciones tras la dictadura militar autodenominada Revolución Argentina, fue elegido como senador por la provincia de Tucumán como parte de la lista del FREJULI. Vargas Aignasse pertenecía a la organización llamada FANE (Frente de Agrupaciones Nacionales Estudiantiles) en la que había demócratas cristianos, socialistas nacionales, radicales y peronistas como él.

## Secuestro y desaparición
En la madrugada del 24 de marzo de 1976, horas antes del golpe de Estado, Vargas Aignasse fue arrestado por la policía provincial, que luego fue puesto a disposición del Poder Ejecutivo Nacional. Días más tarde, su mujer logró que la dejaran verlo, pero no hablarle, en la cárcel de Villa Urquiza. La condujeron a una oficina desde la que se veía el patio, donde Vargas Aignasse caminaba solo. No le permitieron hablarle, sólo mirarlo. Vio que tenía marcas de la tortura.
En 2003, Bussi fue arrestado por ordenar el arresto de Vargas Aignasse En julio de 2008, Antonio Bussi y Luciano Benjamín Menéndez fueron condenados a prisión perpetua por su desaparición.